# 九一一袭击当天大事记

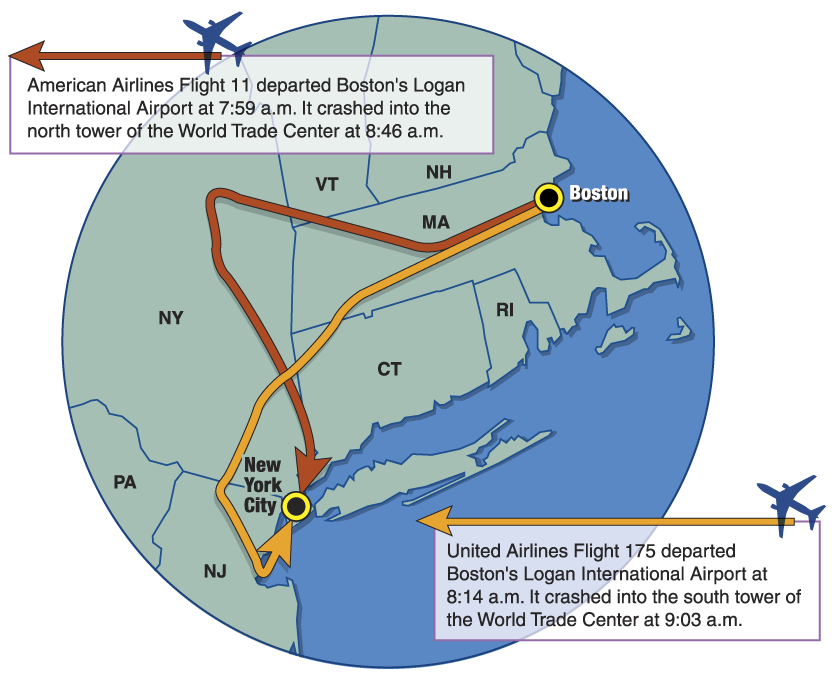
美國航空11號班機與聯合航空175號班機的飛行路線

以下所有时间使用美国东部夏令时间，比国际标准时间GMT晚4个小时。
- 上午7時58分：共载有92名乘客的美国航空公司11次航班从波士顿机场起飞，飞行目的地洛杉矶。
- 上午8時00分：共载有53名乘客的联合航空公司175次航班从波士顿机场起飞，同样前往洛杉矶。
- 上午8時13分：美国航空公司11次航班與波士顿航管中心進行最後一次正常通話。
- 上午8時14分：美国航空公司11次航班沒有根據航管中心的命令爬升至35,000呎。
- 上午8時19分：美国航空公司11次航班服务员邓月薇打電話告訴美国航空，說「駕駛艙沒有回應，商務艙有乘客被刺死，我們可能被劫機。」鄧氏是首位向地面控制中心报告客机被劫机消息的人。
- 上午8時20分：共载有64名旅客及机组人员的美国航空公司77次航班从华盛顿机场起飞，也是前往洛杉矶。
- 上午8時24分：美国航空公司11次航班飛行方向轉向紐約。
- 上午8時37分52秒：FAA波士頓航空中心通知北美防空司令部（以下簡稱NORAD）屬下的東北防空司令部（NEADS），美國航空公司11次航班被劫持。這是美國軍方首次接觸有關劫機訊息。波士頓航空中心要求美國軍方協助攔截美國航空公司11次航班。
- 上午8時42分：聯合航空93號班機在延误40分钟后，搭载37名乘客与7名机组人员从新泽西州纽瓦克机场（Newark Airport）起飞前往目的地旧金山。该航班原定航线十分接近世界贸易中心。
- 上午8時42分－8時46分：联合航空公司175次航班被劫持。
- 上午8時46分：兩架美國空軍F-15鷹式戰鬥機從麻薩諸塞州空軍基地緊急升空（英语：Scrambling (military)）前往攔截美國航空公司11次航班，但空軍機師不知道美國航空公司11次航班的正確位置，東北防空司令部（NEADS）在接下來的數分鐘設法確定有關航機位置。

美國航空11號班機與聯合航空175號班機對世貿中心的攻擊圖

- 上午8時46分40秒：美国航空公司11次航班（波音767飞机）以大约每小时788.5公里(490英里)的速度撞向世界贸易中心北塔，撞击位置为大楼北面94至98层之间，撞擊的瞬間被當時正在幾個街廓外拍攝紐約消防局隊員培訓紀錄片的法裔美籍製片人諾代兄弟（英语：Jules and Gédéon Naudet）所拍下。大楼立即失火，而飞机上的燃料倾倒进大楼，更加剧火势，整幢大楼结构遭到毁坏。撞击楼层以下的人员开始疏散。但所有的3道楼梯都被撞坏，因此被撞击楼层以上的人员无法逃离。而世贸南楼的工作人员很快通告南楼的所有人员，称南塔「依然安全」，可正常运作。一些人忽略广播通告依然撤离，一些人继续工作，还有一些人则聚集在位于南塔第78层和第44层的空中大堂。
- 上午8時49分：美國有線電視新聞網開始現場直播世界贸易中心情況，這是全世界第一個報導本事件的新聞媒體。
- 上午8時50分：東北防空司令部（NEADS）得知有一架「小型飛機」撞入世界贸易中心。
- 上午8時50分－8時54分：美国航空公司77次航班正被劫持。
- 上午9時02分54秒：联合航空公司175次航班（另一架满载燃油的波音767飞机）以大约每小时949.4公里（590英里）的时速撞入世界贸易中心南塔78至84层处。飛機以近乎45度的左傾角度撞上南塔，说明劫机者险些错失了目标。飞机的部分残骸从大楼东侧与北侧穿出，掉到6个街区以外的地方。但还有1个楼梯间完好无损，因此少数在撞击点以上的人员仍可生还。有人听到多次爆炸声响。有一些人认为是两次无关的意外事件，而更多的人则马上认为是恐怖袭击。
- 上午8時46分－10時29分：至少有20名（主要集中在北塔）被大火和浓烟围困在大楼顶楼的人员从高空跳下。迫使受困者選擇跳樓的原因應是受困時間太久無法忍受高溫與濃煙，另外有证据显示在遭袭击后北塔中部很大一块区域立即坍塌，或许这是让这些人以为大楼很快就要坍塌而跳楼求生。一名從街上趕往現場的消防队员丹尼爾·蘇爾（Daniel T. Suhr）被从天而降的跳楼者撞擊頭部而亡，成為九一一事件中第一位殉職的消防人員。由于烟雾與上升氣流太过浓烈，空中救援活动无法进行，而且纽约市本身就缺乏专门进行空中救援的直升机。
- 大约上午9時04分：航空總署波士顿空中交通管制中心发布命令，暂停其管辖区内所有飞机的起飞（新英格兰与纽约州东部）。
- 上午9時05分：美国总统布什访问佛罗里达州薩拉索塔的艾瑪·E·布克小學（英语：艾瑪·E·布克小學）讨论有关教育政策问题，正在教室参观時被白宮幕僚長通知「美國遭到攻擊」的消息。
- 上午9時06分：航空總署禁止任何飞机进入纽约以及附近的波士顿、克利夫兰与华盛顿领空。
- 上午9時08分：航空總署禁止全美国所有飞往或经过纽约领空的飞机起飞。
- 上午9時24分：总统布什在学校的另一間教室发布了一段简短的讲话，称事件是「国家的悲剧」。
- 上午9時24分：航空總署通知北美空防司令部东北空防部门，美国航空77號班機已经被劫持。兩機構连线讨论美国航空77號班機与联合航空93號班機的有关事宜。
- 上午9時26分：航空總署宣布禁止全国所有民航班机起飞。
- 上午9時37分：美国航空77號班機（波音757）撞入五角大楼西側并且引起大火。被袭击的部分刚刚翻新过，还没有完全投入使用，但是仍然造成五角大廈西側百餘人喪命。
- 上午9時45分：美国关闭其领空，禁止任何民航班机起飞，所有在飞行的班机必须立即在距离最近的机场降落，所有飞往美国的航班即刻改飞加拿大。之后，航空總署宣布禁飞令至少会持续到9月12日午后。禁飞令最终持续到9月14日，此期间只有军機及救援飞机獲准起飞。这次是美国历史上第四次停止所有在美商业航班的运作，并且是唯一一次未经计划的紧急措施。在此之前都因国防需要而停飞所有飞机。
- 上午9時45分：白宫与美国国会山莊关闭。
- 上午9時50分：美联社报道美国航空11號班機事实上在起飞后就被劫持。一个小时内美国航空11號班機与联合航空175號班機被劫持的消息得到确认。
- 上午9時57分：空軍一號緊急起飛，离开佛罗里达州，對外宣稱目的地未定。
- 上午9時59分04秒：世界贸易中心南塔倒塌。通过电视台的现场直播，全球數亿观众目睹了大楼的坍塌。
- 上午10時03分：联合航空93號班機（波音757）在宾西法尼亚州尚克斯维尔东南部坠毁。警方调查报告表明，机上无人生还。后来的进一步调查显示，飞机坠毁前有旅客通过移动电话与地面取得过联系，并且已经得知世界贸易中心与五角大楼遭到袭击。在得知自身即將成為自殺炸彈後，至少有3名乘客冒險奮勇還擊，试图从劫机者手中重夺飞机控制权。很有可能是由于激烈的反抗导致飞机在未到达目的地前便坠毁；一架形似波音747的白色飞机在出事后几分钟曾在白宮上方盘旋，事後部分媒體推測該架飛機為美軍的E-4B空中作戰中心[1]。但該架飛機的出現並沒有在任何官方報告中描述。
- 上午10時10分：五角大楼部分地区坍塌。
- 上午10時13分：纽约联合国总部开始进行疏散，上万人受影响。

- 上午10時28分31秒：世贸北塔从上到下坍塌，撞击点以上的楼层无人生还。北塔之所以比南塔晚倒塌，主要有三个原因：撞击点较高、飞机速度较慢、受影响楼层的防火系统已完成部分更新；位于双塔附近的万豪酒店、美国海关、希尔顿酒店等建筑也遭到破坏。
- 上午10時35分：警方接到报告，称华盛顿美国国务院门外的一辆汽车中装有炸弹，後經证实并未发生任何意外。
- 上午10時39分：美国总统布什发布命令，在紧急情况下，空军可以击落任何有可能进行袭击的飞机。
- 上午10時45分：CNN报导华盛顿与纽约市已经开始进行全面疏散工作。联合国总部已经清空。几分钟后，纽约市长下令疏散曼哈顿地区。
- 上午10時53分：纽约市暂时取消市长选举。
- 上午11時16分：美国航空公司证实该公司的两架飞机失事。
- 上午11時17分：联合航空公司证实聯合航空93號班機失踪，并表示“非常关注”聯合航空175號班機。
- 上午11時53分：联合航空公司证实该公司的两架飞机失事。
- 上午11時55分：美墨邊境处高度戒备状态。
- 大约中午12時00分：美國总统乔治·布什抵达位于路易斯安那州的巴克斯达尔空军基地（Barksdale Air Force Base）。他原本计划此时应已经返回华盛顿。他发表了一个简短的非正式声明，称无法容忍在美国本土的恐怖袭击事件，又说“自由已经遭到袭击，但它会最终得到保护”。
- 中午12時02分：阿富汗塔利班政权发表声明谴责袭击事件。
- 中午12時04分：洛杉矶国际机场关闭。
- 中午12時15分：旧金山国际机场关闭。
- 中午12時16分：美国48个州的机场停止所有商业与私人航班。
- 下午1時04分：总统布什在巴克斯达尔空军基地宣布全球美军进入高度戒备状态，随后回到空中，目的地仍然未定。
- 下午1時27分：哥伦比亚特区宣布进入紧急状态。
- 下午3時07分：空軍一號抵達位于内布拉斯加州的奧法空軍基地，這裡是战略空军指挥部（Strategic Air Command, SAC），即是E-4B空中作戰中心的駐地。后来有多名政治评论员批评总统看似毫无目的的漫游，實際上這只是美国联邦政府延续行动（英语：United States federal government continuity of operations）的一部份。
- 下午4時00分：媒体引述联邦情报机构高级官员的分析认为本·拉登是最有可能发动袭击的人。
- 下午4時25分：纽约证券交易所以及美国证券交易所宣布9月12日星期三闭市一天。
- 下午5時20分：此前被报导发生火灾的47层高楼所罗门兄弟大厦倒塌。關於其倒塌调查持續至2008年11月，並最終指向滅火系統水壓不足與火災導致重要柱體彎曲[2]。大楼内设有专门负责应变类似911的紧急状况的纽约市特殊紧急中心。大楼的倒塌也轻度破坏了附近的纽约电话大楼等建筑。
- 下午6時00分：CNN和英国广播公司分别报导阿富汗首都喀布尔发生连串爆炸与交火事件。后来报导显示阿富汗北方联盟用直升机袭击了喀布尔机场。
- 下午6時00分：伊拉克政府在国营的电视台发表官方声明，称事件是对“美国反人类罪行”的报应。
- 下午6時54分：布什终于抵达白宫。
- 下午7時30分：美国政府否认对喀布尔爆炸事件负责。
- 下午8時30分：总统布什在白宫向全国发表电视讲话。他在演说中称：恐怖主义攻击可以动摇我们最大建筑物的地基，但无法触及美国的基础。这些恐怖行动摧毁了钢铁，但不能丝毫削弱美国钢铁般的坚强决心。[3]
- 下午9時00分：布什会见国家安全会议全体成员，半小时后又与高级顾问们会面。布什与同僚们认定奥萨马·本·拉登是事件的幕后主使。